# Fernando de Rojas
Fernando de Rojas (Új-Kasztília (most Toledo), La Puebla de Montalbán, 1470 körül – Spanyolország, Talavera de la Reina, 1541. április) spanyol író, akire néha drámaíróként is hivatkoznak, mivel legfontosabb művét a La Celestinát (Celestina) dialógusokban írta meg. Ez a mai napig vita tárgyát képezi, hogy akkor ezt a művet mely műfajba lehet besorolni. Az azonban tény, hogy nem sok drámára jellemző jegyet lehet a műben a dialógusokon kívül fellelni. 

## Élete
Fernando de Rojas életéről sajnos nem tudunk sokat. Feltételezések szerint 1468 körül született Puebla del Montalbán-ban. A városban jelentős zsidó kisebbség élt, innen a feltételezés, hogy valószínűleg ő is a converso-k sorába tartozott. A Salamancai Egyetemen jogot tanult, és egyes adatok szerint 1496-97 körül megszerezte a baccalareusi címet, ám ezt néhány irodalomtörténész vitatja. A könyvek iránti szeretetének legékesebb bizonyítéka terjedelmes könyvtára, amely többek között joggal és történelemmel foglalkozó szakkönyvekből, enciklopédiákból állt, de Petrarca költeményeit is tartalmazta. Talavera de la Reina-ban telepedett le, s egy ideig a város polgármestereként is tevékenykedett. Családját üldözte az inkvizíció, s őt magát is meggyanúsították. 1541 áprilisában hunyt el Talavera de la Reina-ban.

## Művei
Nevét Celestina c. műve tette ismertté. A darab a spanyol irodalom egyik gyöngyszeme, a középkori és a reneszánsz irodalom közti átmenetel legjelentősebb alkotása, Cervantes Don Quijote-ja után a legfontosabb spanyol mű. De Rojas szerzői mivoltát egy akrosztichon is alátámasztja, amely a Celestina 1500-ban megjelent második kiadásában szerepel, s szabad fordításban nagyjából így hangzik:„Calisto és Melibea komédiáját Fernando de Rojas férfiú írta, aki Puebla del Montalbán-ban született.” A legelterjedtebb nézet szerint de Rojas csak a második színtől írta a művet, az első szín szerzője hivatalosan ismeretlen, találgatások szerint Juan de Mena vagy Rodrigo de Cota lehet. Más művéről nincs is tudomásunk.

## Magyarul
- Calisto és Melibea; ford. Szokoly Endre; in: Imposztorok tűköre. Spanyol kópé-regények; vál., bev., jegyz. Honti Rezső; Európa, Bp., 1957
- Celestina. Calisto és Melibea tragikomédiája; Károlyi Sándor ford. átdolg., kieg., versford. Szőnyi Ferenc, utószó Kulin Katalin; Európa, Bp., 1979
- Celestina; ford. Jánosházy György; Mentor, Marosvásárhely, 2002 (Könyvbarát)
- Celestina. Calisto és Melibea tragikomédiája; ford. Szőnyi Ferenc; Eötvös, Bp., 2010 (Eötvös klasszikusok)